# Dysdera sultani
Dysdera sultani là một loài nhện trong họ Dysderidae.
Loài này thuộc chi Dysdera. Dysdera sultani được Christa Deeleman-Reinhold miêu tả năm 1988.